# Trago Comigo
Trago Comigo é um filme e uma minissérie brasileira produzida pela TV Cultura, em coprodução com o SESC. Escrita por Thiago Dottori e dirigida por Tata Amaral. 
Criada como mini-série e exibida em quatro capítulos, originalmente de 1 a 4 de setembro de 2009 na TV Cultura, dentro do projeto Dramaturgias, que neste ano, convidava 3 diretores de cinema (Tata Amaral, Beto Brant e Eliane Café) para produzirem séries para televisão.
A partir da miniserie foi produzido o longa-metragem homônimo lançado em 2016 com direção e co-autoria do argumento de Tata Amaral. Com a produção de Caru Alves de Souza em parceria com Tata Amaral pela Tangerina Entretenimento, em Parceria com a Primo filmes e Co-produção com a DOT FILMES e Majericão Filmes.

## Elenco
| Ator                    | Personagem      |
| ----------------------- | --------------- |
| Carlos Alberto Riccelli | Telmo Marinicov |
| Selma Egrei             | Madalena        |
| Emilio di Biasi         | Lopes           |
| Georgina Castro         | Mônica          |
| Felipe Rocha            | Miguel          |
| Pedro Lemos             | Fábio           |
| Janaína Ávila           | Fabi Tedesco    |
| Maria Helena Chira      | Júlia           |
| Júlio Machado           | Marcelo         |
| Paula Pretta            | Nina            |
| Gustavo Brandão         | Betão           |

## Premiações
- World Première – Festival Internacional Del Nuevo Cine Latinoamericano de Habana – 2014
- Premiações:
- . Festival Internacional de Cinema Latino Americano de São Paulo – 2015
- “Prêmio do Júri Popular”
- . Festival Internacional de Cine y Derechos Humanos de Sucre – 2015
- “Melhor Filme”
- . Festival Internacional de Cine en Guadalajara – 2014
- “Films In Progress, Guadalajara Construye 8”